# Výtok otvorem
Výtok otvorem je jev, při němž proudí kapalina z nádrže (nádoby, přehradní nádrže, ...) plným profilem otvoru ve stěně nebo ve dně. Přitom otvor může být tzv. malý nebo velký, podle vztahu velikosti otvoru k jeho hloubce pod hladinou. Malý otvor může být doplněn tzv. nátrubkem. Běžně se při řešení této problematiky předpokládá ustálený stav, resp. stálá poloha hladiny (tj. tzv. velká nádrž, nebo přítok do nádrže se rovná odtoku z nádrže), neustálený stav je předmětem zvláštního řešení - tzv. plnění a prázdnění nádrže.

## Malý otvor

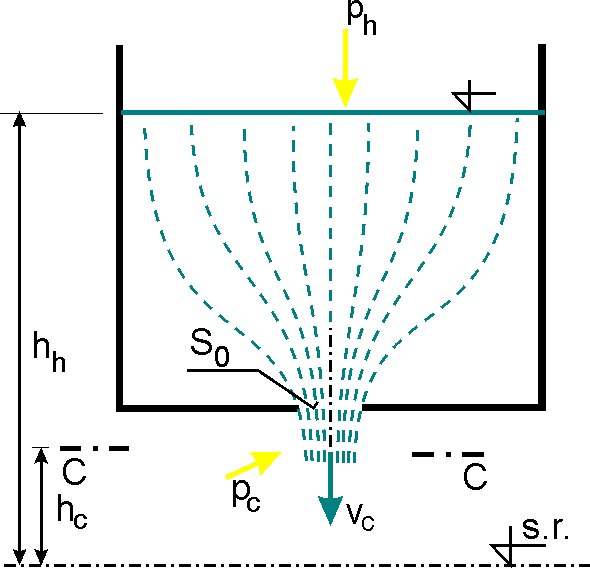
Výtok malým otvorem ve dně nádoby

Malý otvor může být ve dně nebo ve stěně nádoby. Uvažujme nejprve malý ostrohranný otvor (provedení ostré hrany viz heslo přeliv) ve středu dna nádoby, resp. v takové vzdálenosti od stěn, že se jejich vliv na proudění již neuplatňuje. Řešení vychází z řešení Bernoulliho rovnice pro hladinu a pro zúžený průřez paprsku (tzv. vena contracta). Je vhodné si uvědomit, jak vlastně proudění v tomto případě vypadá. Voda proudí symetricky ze všech stran k výtokovému otvoru, přičemž se však podstatným způsobem mění zakřivení proudnic (viz obrázek) – proudnice více vzdálené od osy otvoru jsou více zakřiveny, a to zejména na hraně výtokového otvoru. Tím dochází k tomu, že parsek se za výtokovým otvorem zužuje; maximální zúžení je dosaženo poměrně blízko za hranou otvoru (u kruhového otvoru se udává vzdálenost vena contracta ca {\displaystyle 0,5d}), takže pro malý otvor v dostatečné hloubce pod hladinou lze tuto vzdálenost zpravidla zanedbat. 
Bernoulliho rovnici můžeme napsat ve tvaru
{\displaystyle h_{h}+{p_{h} \over \rho g}+{{\alpha _{0}v_{0}^{2}} \over {2g}}=h_{c}+{p_{c} \over \rho g}+{{\alpha _{c}v_{c}^{2}} \over {2g}}+Z}
kde {\displaystyle h} [m] je výška nad srovnávací rovinou, {\displaystyle p} [Pa] tlak okolního prostředí, resp. v nádrži nad hladinou, {\displaystyle \rho } [kgm−3] hustota kapaliny, {\displaystyle g} [ms−2] tíhové zrychlení, {\displaystyle \alpha } [-] Coriolisovo číslo, {\displaystyle v} [ms−1] střední průřezová rychlost kapaliny a {\displaystyle Z} [m] ztrátová výška. Přitom index {\displaystyle h}, resp. {\displaystyle 0} odkazuje k hladině v nádobě, zatímco index {\displaystyle c} odkazuje k profilu vena contracta.
Ztrátu energie můžeme vyjádřit (jak je v hydraulice běžné) jako část rychlostní výšky, zde ve vena contracta,
{\displaystyle Z=\zeta {v_{c}^{2} \over {2g}}}
kde {\displaystyle \zeta } [-] je ztrátový součinitel. Pokud srovnávací rovinu vložíme do profilu vena contracta, můžeme z výše uvedené rovnice po dosazení za ztrátu snadno určit výtokovou rychlost {\displaystyle v_{c}},
{\displaystyle v_{c}={1 \over {\sqrt {\alpha _{c}+\zeta }}}{\sqrt {2g{\Bigl (}h+{{p_{h}-p_{c}} \over {\rho g}}+{{\alpha _{0}v_{0}^{2}} \over {2g}}{\Bigr )}}}}
kde {\displaystyle h} [m] je výška hladiny v nádrži nad profilem vena contracta (tzv. tlačná výška). Člen rovnice před odmocninou můžeme nazvat rychlostní součinitel výtokové rychlosti a označit jej {\displaystyle \varphi } [-],
{\displaystyle \varphi ={1 \over {\sqrt {\alpha _{c}+\zeta }}}}.
Protože vzdálenost vena contracta od roviny výtokového otvoru je malá, lze ji zanedbat a potom {\displaystyle h} bude přímo hloubka kapaliny v nádrži. Pokud bude nádrž tzv. velká (poměr plochy výtokového otvoru a plochy hladiny v nádrži je dostatečně malý), můžeme zanedbat rychlostní výšku přítokové rychlosti {\displaystyle v_{0}}. A pokud na hladinu v nádrži bude působit atmosférický tlak a paprsek bude vytékat do volného prostoru též s atmosférickým tlakem,  bude jejich rozdíl roven nule a rovnice se zjednoduší na tvar
{\displaystyle v_{c}=\varphi {\sqrt {2gh}}}
což je v podstatě Toricelliho vzorec, odvozený již v 1. polovině 17. stol.
Výše uvedené způsoby výpočtu můžeme použít i pro výtok otvorem ve svislé stěně, pokud za {\displaystyle h} bereme hloubku těžiště plochy otvoru pod hladinou kapaliny.
Pokud potřebujeme stanovit průtok kapaliny {\displaystyle Q} [m3s−1] při výtoku otvorem, vyjdeme z rovnice spojitosti. Je však třeba vzít v úvahu zúžení výtokového paprsku; zaveďme tedy tzv. součinitel zúžení parsku, definovaný vztahem
{\displaystyle \varepsilon ={S \over S_{0}}}
kde {\displaystyle S} [m2] je plocha výtokového paprsku ve vena contracta a {\displaystyle S_{0}} [m2] je plocha výtokového otvoru. Potom {\displaystyle S=\varepsilon S_{0}} a průtok (v nejjednodušší formě, kdy můžeme zanedbat přítokovou rychlost, nádrž má volnou hladinu a paprsek vytéká do volna) tedy bude
{\displaystyle Q=Sv_{c}=\varepsilon \varphi S_{0}{\sqrt {2gh}}=\mu S_{0}{\sqrt {2gh}}}
kde {\displaystyle \mu =\varepsilon \varphi } [-] je tzv. výtokový součinitel (součinitel výtoku).
Otvor ve dně můžeme považovat za malý, pokud největší vzdálenost jeho okraje od těžiště je 
{\displaystyle \max a_{T}<(0,25-0,3)h},
otvor ve svislé či šikmé stěně pokud hloubka nejvyššího bodu obvodu otvoru pod hladinou je minimálně {\displaystyle 10a} kde {\displaystyle a} [m] je svislý rozměr otvoru.

### Součinitel výtoku, zúžení, rychlostní součinitel a ztrátový součinitel[1]
Dosud neexistuje spolehlivá metoda, jak tyto součinitele určit teoreticky, proto se stanovují empiricky, na základě podrobných měření v hydraulických laboratořích. Navíc se jejich hodnoty mohou měnit jednak v závislosti na Reynoldsově čísle, jednak v závislosti na poloze otvoru a jeho vzdálenosti od stěny.
Uvažujme případ, že se otvor ve dně posouvá z centrální polohy směrem ke stěně. Evidentně v jisté vzdálenosti od stěny začnou proudnice na straně stěny mít menší zakřivení; to se bude s přibližováním otvoru ke stěně zmenšovat a ve chvíli, kdy se hrana otvoru dotkne stěny, zakřivení proudnic na této straně zcela vymizí. Přitom zakřivením proudnic je dána kontrakce výtokového paprsku (viz výše). Proto se rozeznávají dva základní případy – výtok otvorem s částečným zúžením, kdy jistá část obvodu otvoru splývá s přilehlou stěnou, a výtok otvorem s nedokonalým zúžením, kdy zúžení je ovlivněno blízkostí stěny, avšak otvor se stěny ještě nedotýká.   
V případě částečného zúžení se výtokový součinitel {\displaystyle \mu } redukuje podle vztahu
{\displaystyle \mu _{c}=\mu {\Bigl (}1+\kappa {s \over O}{\Bigr )}}
kde {\displaystyle \mu } je výtokový součinitel při úplné dokonalé kontrakci, {\displaystyle \kappa } [-] koeficient, {\displaystyle s} [m] délka obvodu otvoru přiléhající ke stěně a {\displaystyle O} [m] celkový obvod otvoru. Součinitel {\displaystyle \kappa } uvádí literatura hodnotou {\displaystyle \kappa =0,13} pro kruhový otvor a hodnotou {\displaystyle \kappa =0,15} pro otvor čtvercový nebo obdélníkový. Z literatury není zřejmé, jak řešit případ, kdy se kruhový otvor dotýká rovinné stěny (a tedy poměr {\displaystyle s/O=0}).
Pro nedokonalé zúžení, které se uvažuje při poměru rozměru otvoru {\displaystyle a} [m] (což může být délka strany nebo průměr otvoru) ku jeho vzdálenosti od stěny {\displaystyle b} [m] (z literatury není jasné zda se jedná o vzdálenost jeho těžiště či jeho hrany)
{\displaystyle {a \over b}<{1 \over 3}}
platí vztah
{\displaystyle \mu _{n}=\mu \left[1+0,641{\Bigl (}{S \over S_{s}}{\Bigr )}^{2}\right]}
kde {\displaystyle S} [m2] je plocha výtokového otvoru a {\displaystyle S_{s}} [m2] je plocha stěny v níž je otvor.
Součinitel kontrakce pro ostrohranný otvor s úplným dokonalým zúžením uvádí citovaná literatura hodnotou {\displaystyle \varepsilon =0,60-0,64}, získanou proměřením řady výtokových paprsků různě velkých otvorů.
Výtokový součinitel se dá snadno určit z rovnice pro průtok při známém (resp. měřeném) průtoku {\displaystyle Q} a tlačné výšce {\displaystyle h}. Pohybuje se v dosti širokých mezích; pro malé otvory s úplným dokonalým zúžením jej lze brát střední hodnotou {\displaystyle \mu =0,60-0,62}.
Součinitel výtokové rychlosti je uváděn hodnotou {\displaystyle \varphi \approx 0,97}.
Ztrátový součinitel lze určit z výše uvedené rovnice pro výpočet součinitele výtokové rychlosti; uvažujeme-li Coriolisovo číslo {\displaystyle \alpha _{c}=1}, bude ztrátový součinitel roven
{\displaystyle \zeta ={1 \over \varphi ^{2}}-\alpha _{c}\approx 0,06}.
Všechny výše uvedené hodnoty platí pouze v kvadratické oblasti odporů, resp. pro {\displaystyle Re={{v_{c}d} \over \nu }\geq 1.10^{5}}. Pro menší hodnoty {\displaystyle Re} jsou hodnoty součinitelů na tomto parametru závislé (podrobněji viz též).

### Nátrubky[2]
Kapacita výtoku otvorem je poměrně malá, dá se však zvětšit, resp. podle speciálních požadavků upravit úpravou hrany otvoru nebo pomocí nátrubku – krátkého kusu potrubí nebo tvarovky (rozšíření, zúžení proudu) nasazené na otvor tak, že hrana otvoru lícuje s povrchem nátrubku (viz obrázek).

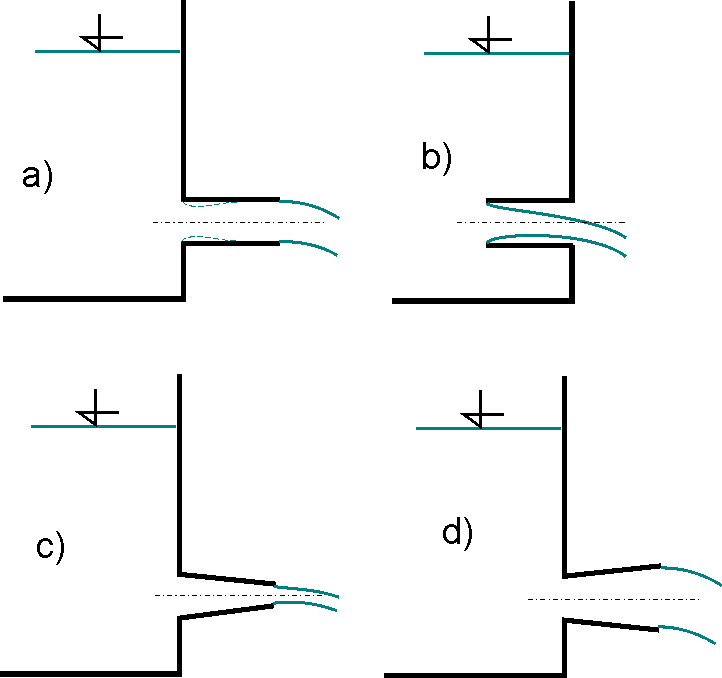
Nátrubky: a) vnější válcový; b) vnitřní válcový; c) kónicky zúžený; d) kónicky rozšířený

Již prostým zaoblením hrany výtokového otvoru lze získat hodnotu výtokového součinitele až {\displaystyle \mu =0,74}. Pokud je vnější válcový nátrubek dostatečně dlouhý (tj. {\displaystyle L\geq 3d} kde {\displaystyle d} [m] je průměr otvoru, resp. nátrubku), paprsek se po zúžení opět rozšíří na celý profil, a tedy bude {\displaystyle \varepsilon =1}, {\displaystyle \mu =\varphi =0,81}. Přitom ale v místě maximálního zúžení paprsku dojde k vytvoření podtlaku (podrobněji viz literatura).
Vnitřní válcový nátrubek má, pokud je krátký ({\displaystyle L<3d}) velkou kontrakci a tudíž součinitele {\displaystyle \mu =0,51}. Vzhledem k velké kontrakci bude výtokový paprsek při malé délce nátrubku volný (viz obrázek b)), při větší délce paprsek opět  vyplní celý profil a výtokový součinitel bude {\displaystyle \mu =0,71}. 
Plynule zúžený nátrubek  by měl co nejlépe sledovat kontrahující paprsek. Optimální je použití Lískovcem odvozeného tvaru (strofoida) kde lze dosáhnout součinitele výtoku až {\displaystyle \mu =0,987}. Nevýhodou je dosti složitý tvar; řídící křivku lze nahradit složeným kruhovým obloukem (za cenu nižšího součinitele výtoku).
Kónicky zúžený nátrubek značně omezuje kontrakci paprsku; nejvyšší účinnost má při vrcholovém úhlu {\displaystyle \delta =12^{\circ }-15^{\circ }}, kdy výtokový součinitel dosahuje hodnoty {\displaystyle \mu =0,94}. Pro větší úhly účinnost značně klesá. Vzhledem k tomu, že tento nátrubek zvětšuje rychlost výtokového paprsku a tím i jeho dosah, používá se jej u proudnic požárních hadic a pro hydromechanizaci. 
Kónicky rozšířený nátrubek má díky v něm vznikajícímu podtlaku poměrně značnou kapacitu ve výtokovém otvoru ({\displaystyle \mu =0,85}); pokud uvažujeme jeho výtokový (nejširší) profil, má malou kapacitu a paprsek z něj vytéká s nejmenší rychlostí – je tedy vhodný tam, kde je žádoucí omezit ztráty kinetické energie (např. savky turbin). Výtokový součinitel {\displaystyle \mu =0,45-0,50} (pro nejširší profil). Vrcholový úhel nesmí být velký ({\displaystyle \max \delta =5^{\circ }-7^{\circ }}), při větších vrcholových úhlech dochází k odtrhávání proudu od stěn, vzniku vírových oblastí a dalších nestabilit, a dalšímu snižování kapacity zvýšením ztrát.

## Velký otvor

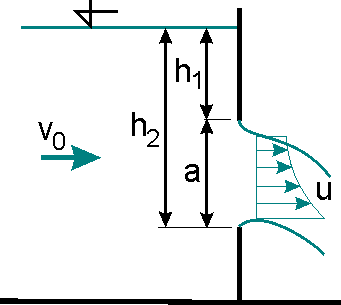
Výtok velkým otvorem

Uvažujme velký (tzn. {\displaystyle h_{T}<(2-3)a} kde {\displaystyle h_{T}} [m] je hloubka těžiště výtokového otvoru pod hladinou a {\displaystyle a} [m] je svislý rozměr otvoru) obdélníkový otvor rozměru {\displaystyle a.b} kde {\displaystyle b} [m] je šířka otvoru, ve svislé stěně. Protože v tomto případě již nelze brát jakousi střední rychlost v otvoru, jelikož výtoková rychlost se významně mění s hloubkou, uvažujme rychlost {\displaystyle u} [ms−1] elementárního proudového vlákna v hloubce {\displaystyle h} pod hladinou. Obdobně výše uvedenému odvození lze ukázat, že tato rychlost
{\displaystyle u=\varphi {\sqrt {2g{\Bigl (}h+{{\alpha _{0}v_{0}^{2}} \over {2g}}{\Bigr )}}}}.
Proudové vlákno má plochu {\displaystyle dS=b.dh} a tudíž elementární průtok tímto vláknem je 
{\displaystyle dQ=dS.u=\varphi \varepsilon b{\sqrt {2g{\Bigl (}{h+{{\alpha _{0}v_{0}^{2}} \over {2g}}}{\Bigr )}}}dh=\varphi \varepsilon b{\sqrt {2g(h+k)}}dh}
kde {\displaystyle k} [m] je rychlostní výška přítokové rychlosti.
Integrujme tento elementární průtok po ploše otvoru:
{\displaystyle Q=\int _{S}dQ=\mu b{\sqrt {2g}}\int _{h_{1}}^{h_{2}}(h+k)^{1/2}dh={2 \over 3}\mu b{\sqrt {2g}}[(h_{2}+k)^{3/2}-(h_{1}+k)^{3/2}]}
kde {\displaystyle h_{2}} [m] je hloubka dolní, {\displaystyle h_{1}} [m] hloubka horní hrany výtokového otvoru pod hladinou v nádrži. Výtokový součinitel i přítokovou rychlost uvažujeme globální, pro celý otvor. Pokud je přítoková rychlost dostatečně malá (resp. je dostatečně malá výška  přítokové rychlosti), lze člen {\displaystyle k}  zanedbat. Obdobným způsobem lze odvodit vztah pro výpočet průtoku i pro otvor jiného tvaru (kruh viz literatura).
Součinitel výtoku literatura udává hodnotou {\displaystyle \mu =0,65-0,70} pro velké otvory se všestranným zúžením a otvory u dna (např. stavidlo na stupni) s podstatným bočním zúžením , {\displaystyle \mu =0,70} pro otvory se všestranným nedokonalým zúžením, {\displaystyle \mu =0,70-0,75} pro otvory u dna s průměrným bočním zúžením a {\displaystyle \mu =0,80-0,85} pro otvory s plynulým bočním zúžením. Přiřazení do jednotlivých kategorií literatura ponechává na ostrovtipu výpočtáře.

## Zatopený otvor

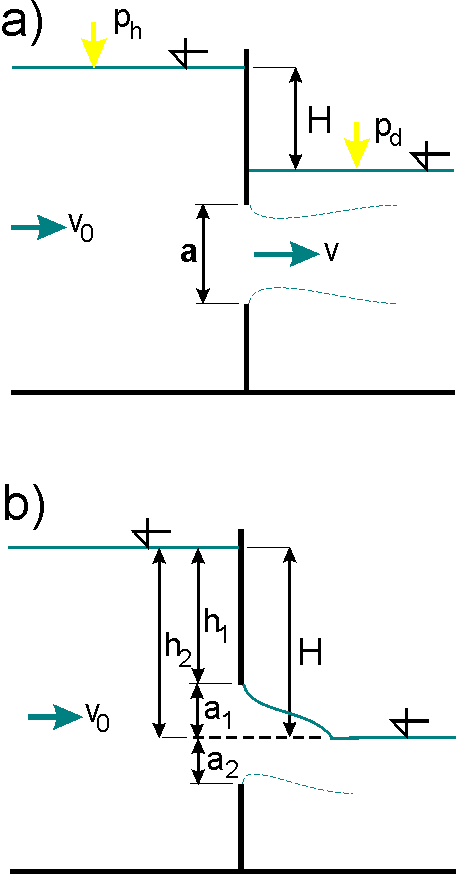
a) otvor zcela zatopený; b) otvor částečně zatopený

Výpočet průtoku zatopeným otvorem (tj. otvorem, který je celý umístěn pod hladinou spodní vody) je totožný pro malý i velký otvor. Pro velký otvor však rozlišujeme dva různé případy s různým řešením - otvor zcela zatopený, a otvor částečně zatopený, kde hladina dolní vody protíná otvor uvnitř jeho plochy.

### Otvor zcela zatopený
Pro zcela zatopený otvor je rozdíl geodetických výšek (výšek hladin nad srovnávací rovinou) právě roven rozdílu výšek hladin {\displaystyle H} [m] před a za otvorem, který v tomto případě představuje tlačnou výšku. Ta je navíc konstantní po výšce otvoru, takže i výtoková rychlost po ploše otvoru je konstantní a tudíž výpočet pro velký otvor je týž jako pro otvor malý.
Z Bernoulliho rovnice lze obdobným postupem jako výše odvodit vztah
{\displaystyle v=\varphi {\sqrt {2g{\Bigl (}{H+{{p_{h}-p_{d}} \over {\rho g}}+{{\alpha _{0}v_{0}^{2}} \over {2g}}}{\Bigr )}}}}
kde {\displaystyle p_{h}} [Pa] je tlak na hladinu horní vody, {\displaystyle p_{d}} [Pa] ja tlak na hladinu dolní vody. Pokud na obě hladiny působí atmosférický tlak, což je obvyklý případ, a výtok je z velké nádrže (a tudíž rychlostní výšku přítokové rychlosti můžeme zanedbat ), zjednoduší se vztah obdobně jako výše na tvar
{\displaystyle v=\varphi {\sqrt {2gH}}}.
Průtok {\displaystyle Q} určíme opět jako výše,
{\displaystyle Q=\varphi \varepsilon S_{0}{\sqrt {2gH}}=\mu S_{0}{\sqrt {2gH}}}.
Výše uvedené vztahy platí pro zcela zatopený otvor libovolného tvaru.

### Otvor částečně zatopený
V případě částečně zatopeného velkého otvoru hladina dolní vody protíná otvor uvnitř (viz obr b.)), takže vlastně v horní části otvoru (nad hladinou dolní vody) můžeme uvažovat výtok do volna, zatímco v dolní části otvoru (pod hladinou dolní vody) lze uvažovat výtok zatopený. Celkový průtok pak bude
{\displaystyle Q=Q_{v}+Q_{z}}
kde {\displaystyle Q_{v}} [m3s−1] je průtok horní částí otvoru o výšce {\displaystyle a_{1}} [m], určený jako výtok do volna (viz výše), a {\displaystyle Q_{z}} [m3s−1]  je průtok dolní částí otvoru o výšce {\displaystyle a_{2}} [m].
Je třeba upozornit, že toto výpočetní schéma nebere v úvahu interakci obou částí výtokového paprsku. Hodnoty výtokových koeficientů se berou jak uvedeno výše; jejich správné hodnoty nejsou v podstatě známy.

## Aplikace
Princip výtoku otvorem se prakticky používá např. při měření (hrubšího rázu) průtoku při výtoku např. pod jezovými uzávěry (stavidly, segmenty, ...) a pod. Dvě zajímavé aplikace představuje Mariottova láhev a  tzv. danaida.

### Mariottova láhev

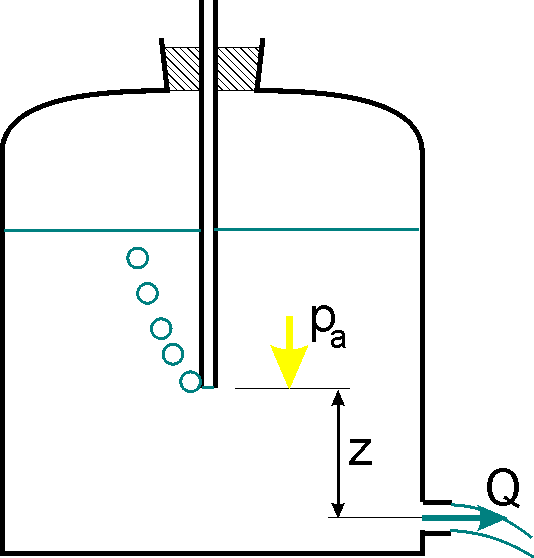
Mariottova láhev

Mariottova láhev je uzavřená nádoba naplněná kapalinou, zpočátku s menším volným prostorem nad hladinou, s výtokovým otvorem (obvykle je opatřen kohoutem) v blízkosti dna. Přes uzávěr je vedena trubice, která končí ve výšce {\displaystyle z}  [m] nad těžištěm výtokového otvoru v nádobě (viz obrázek). Je-li Mariottova láhev uvedena v činnost, vznikne nad hladinou podtlak a z trubice začne vybublávat vzduch - to znamená, že v konci trubice, resp. ve výšce konce trubice je atmosférický tlak, takže průtok otvorem bude
{\displaystyle Q=\mu S{\sqrt {2gz}}} .
Tento průtok se bude udržovat na konstantní hodnotě až do chvíle, kdy hladina v nádobě poklesne na úroveň dolního konce trubice - pak se již bude průtok se snižováním hladiny v nádobě snižovat též. 
Mariottova láhev se běžně využívá pro dávkování menších průtoků kapalin (např. stopovačů při měření průtoku směšovací metodou).

### Danaida
Danaida (název odvozen od Danaoven z řeckých bájí) je jednoduché zařízení dovolující značně přesné měření průtoku, založené na výtoku otvorem. Jedná se o nahoře otevřenou nádobu, obvykle válcového tvaru, která má ve dně jeden nebo více otvorů (musí být rozmístěny tak, aby se vzájemně neovlivňovaly, obvykle na jedné, maximálně dvou soustředných kružnicích) a je opatřena stavoznakem či otevřeným piezometrem pro měření polohy hladiny v nádobě. Otvory mohou být opatřeny nátrubky; pokud jsou, lze malé otvory zespoda snadno uzavírat šroubením, velké bývají opatřeny speciálními uzávěry ovládanými shora. Do nádoby je přiváděn průtok, který je třeba změřit. Podle jeho velikosti se případně otevře potřebné množství otvorů ve dně a vyčká se ustáleného stavu, kdy se poloha hladiny v nádobě již nemění. Tehdy se na stavoznaku či piezometru odečte výška hladiny vody v nádobě. Průtok se pak vypočítá podle výše uvedeného vztahu pro výtok malým otvorem, přičemž se zohlední počet otevřených otvorů. Pro maximální zpřesnění měření průtoku bývá součinitel výtoku stanoven pro každý otvor měřením, nejlépe objemovou nebo gravimetrickou metodou.